# Airborne Laserscanning

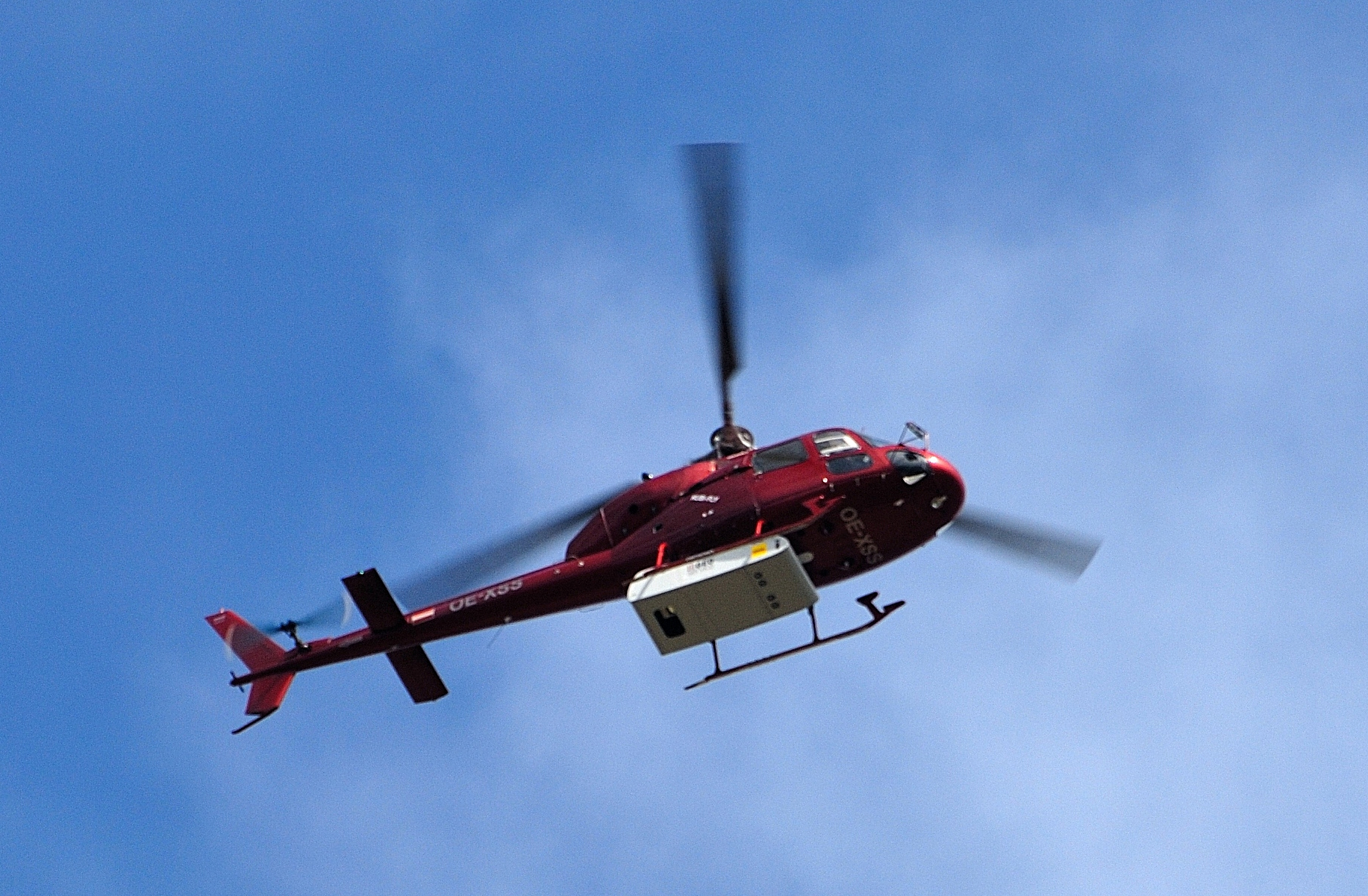
Airborne Laserscanner am Hubschrauber

Laserscanning (auch LiDAR = Light Detection And Ranging genannt) ist eine Methode der Fernerkundung. Sie nutzt die Eigenschaften des gestreuten Lichts, um entfernte Objekte zu charakterisieren. Beim Airborne Laser Scanning (ALS), das auch als flugzeuggetragenes Laserscanning bezeichnet wird, ist die Scaneinheit auf oder an einem Flugobjekt (meist auf/an einem Flugzeug oder Helikopter) angebracht. Mittels Laserstrahl wird die Erdoberfläche abgetastet. Ermittelt wird die Distanz zwischen dem erfassten Punkt an der Erdoberfläche und dem Sensor. Die aus den gewonnenen Höheninformationen erstellten Oberflächenmodelle finden heutzutage in vielen Fachgebieten Anwendung.

## Geschichte
Die Anfänge des ALS sind in den USA und Kanada zu finden. Sie reichen bis in die 1970er-Jahre zurück. Damals war bereits bekannt, dass luftgestützte LiDAR-Systeme die Distanz zwischen Flugzeug und Bodenoberfläche mit einer Genauigkeit von unter einem Meter messen können. Jedoch wurden Höhenmessungen mittels flugzeuggetragenem Laser aus zwei Gründen nicht für topographische Kartierungen verwendet. Eines der Probleme war, dass die vertikale Position des Flugsystems und die horizontale des Lichtkegels an der Bodenoberfläche nicht in der benötigten Genauigkeit zu erfassen waren. Diese Schwierigkeit wurde Ende der 1980er-Jahre durch das GPS behoben. Durch Verwendung eines Differenziellen Globalen Positionierungssystem (DGPS) konnten die horizontale und vertikale Position des Scanners zentimetergenau bestimmt werden. Laser Scanning aus der Luft wurde außerdem durch die technische Weiterentwicklung des Lasers machbar. Pulslaser konnten nun Licht im Wellenlängenbereich des nahen Infrarots aussenden, das nach der Streuung und Reflexion an der Bodenoberfläche vom Empfänger wieder eindeutig registriert werden konnte. Die hohe geometrische Genauigkeit der Methode und das Potenzial, das diese für die Erstellung von digitalen Höhenmodellen darstellt, wurde durch Versuche an der Universität Stuttgart im Zeitraum von 1988 bis 1993 bewiesen. Durch wichtige Erkenntnisse über die Systemparameter entwickelten sich die Geräte und die Methode seither rasant weiter. Heutzutage ist das ALS in vielen Bereichen nicht mehr wegzudenken und findet Anwendung in zahlreichen Fachrichtungen.

## Bestandteile
Ein flugzeuggestütztes Laser Scanning System setzt sich zumindest aus folgenden Bestandteilen zusammen:
- Laserdistanzmesser: dieser enthält den Laser, den Sender für den Laserstrahl, Signalempfänger für den reflektierten Strahl, Verstärker und Zeitmesser;
- ein System zur Georeferenzierung: GPS-Empfänger und Inertiales Navigationssystem (INS)
- Speichermedium für die Laser-, GPS-, INS-Daten und möglichen Bilddaten;[6]

Optional können die Systeme mit anderen Sensoren wie Digitalkameras und Videokameras kombiniert werden, um zusätzlich zu den Höheninformationen Bilddaten aufzunehmen. Diese Bestandteile werden mit einer Halterung am Fluggerät befestigt. Im Lieferumfang eines Laser Scanning Systems sind außerdem häufig die Software für die Flugplanung sowie für die Auswertung der Rohdaten (von Laserscanner und GPS) enthalten. Parameter wie Messrate, Scanwinkel und Frequenz können am jeweiligen Scanning System eingestellt werden. Zusammen mit variablen Flughöhen und Fluggeschwindigkeiten kann dadurch die erforderliche Datendichte auf verschiedene Anwendungsbereiche abgestimmt werden.

## Funktionsweise
Ein Laserscanner ist ein aktives System, das Lichtimpulse aussendet, die von Objektpunkten reflektiert werden. Der Objektpunkt muss dabei mindestens aus einer Richtung einsehbar sein. Voraussetzung ist diffuse Reflexion an der Oberfläche. Diese Technik funktioniert unabhängig von der Sonnenbeleuchtung.
Die Verwendung von Laser-Scanning-Systemen ermöglicht die Gewinnung von großen Mengen an 3D-Informationen über die Erdoberfläche bei sehr schnellen Aufnahmeraten.
Man unterscheidet, abhängig von der Aufzeichnung der Rückstrahlung, zwei Typen von Sensoren: `Discrete Echo´ Sensoren, und `Full-waveform Systeme´. Erstere erfassen nur eine geringe Anzahl von Echos, während zweitere fähig sind, die gesamte zeitabhängige Variation der empfangenen Signalstärke zu registrieren. So kann man aus `Full-waveform´-Daten zusätzliche Parameter, wie etwa die Signalamplitude oder die Echobreite ableiten.
Das Untersuchungsgebiet wird in einzelnen, einander überlappenden Flugstreifen beflogen. Diese haben üblicherweise eine Länge von einigen Kilometern und eine Breite von mehreren hundert Metern, abhängig von der Flughöhe über Grund sowie dem maximalen Scanwinkel.
Die Distanzmessung erfolgt bei Pulslasern über die Laufzeitmessung:
```
Distanz = Laufzeit/2 * Lichtgeschwindigkeit.
[
8
]
```

Die Orientierung der Datenpunkte erfolgt mittels differentiellem GPS (DGPS) sowie INS. Das GPS-System liefert die absolute Position des Sensors, das INS die Lage der Plattform (Roll-, Nick- und Gierwinkel).

### Wichtige Parameter
- Punktdichte: Die Punktdichte ist abhängig von der Flughöhe sowie von den Eigenschaften des Scansystems, z. B. Geschwindigkeit der Plattform, Sichtfeld, Abtastfrequenz.[9]
- Laser Footprint: Beleuchtete Fläche an der Erdoberfläche, resultierend aus der Strahldivergenz.[2] Neben der Strahldivergenz ist die Footprintgröße direkt abhängig von der Flughöhe.[6]
- Signal Amplitude: Parameter für die Stärke des erfassten Echos, abhängig vom Zielbereich sowie dem Reflexionsgrad der Oberfläche.[2]

## Datenverarbeitung
Das Ergebnis eines Scanfluges ist eine dreidimensionale Punktwolke, die zunächst referenziert wird. Dieser Schritt ist notwendig, um die gewonnenen Daten von einem Koordinatensystem (das ein internes, instrumentendefiniertes System sein kann) in ein anderes zu transformieren.
Im Anschluss daran werden die Daten weiterverarbeitet, um unterschiedliche Objektmodelle zu erzeugen. Zwei wichtige Beispiele sind einerseits das Digitale Oberflächenmodell (DOM), das Informationen über die Beschaffenheit der Erdoberfläche, inklusive aller auf ihr befindlichen Objekte wie etwa Vegetation oder Gebäude liefert, und andererseits das Digitale Geländemodell (DGM), das die nackte Geländeoberfläche repräsentiert.
Solche Geländemodelle stellen eine wichtige Grundlage für topographische Analysen dar. Um Geländepunkte von Nicht-Geländepunkten zu unterscheiden, sind Filtermethoden notwendig.
Diese können grob in drei Hauptgruppen eingeteilt werden: a) Basierend auf mathematischer Morphologie, b) basierend auf progressiver Verdichtung eines Dreiecksnetzes und c) basierend auf linearer Vorhersage und hierarchischer robuster Interpolation.

## Vorteile und Limitationen
Trotz einiger Limitationen hat sich die ALS-Technologie als eine effektive Methode erwiesen, um Digitale Geländemodelle zu erstellen. Als Vorteile sind vor allem die hohe Messpunktedichte und Messgenauigkeit, eine rasche Datenerfassung und das Durchdringen von Vegetation zu nennen.
Die Vorteile gegenüber anderen Fernerkundungsmethoden zeigen sich aufgrund der hohen Messpunktedichte zum Beispiel in Anwendungsgebieten, in denen die Oberflächen eine geringe Rauigkeit aufweisen wie etwa Eis- und Schneeflächen, Sand, Sümpfe und Feuchtgebiete; außerdem in der Untersuchung von Vegetation, da durch die Aufzeichnung des ersten und letzten reflektierten Signals die Vegetationshöhe berechnet werden kann. Durch das ALS wird die Kartierung und vor allem automatische Erfassung kleiner Objekte wie etwa Stromleitungen möglich.
Da Laser Scanner aktive Systeme sind, sind sie im Vergleich zu passiven Methoden, wie etwa der Photogrammetrie, nicht auf das Sonnenlicht angewiesen, sondern können theoretisch 24 Stunden pro Tag eingesetzt werden, um Daten zu erfassen. Jedoch kann auch der Laserstrahl auf Hindernisse treffen wie etwa Wolken oder Nebel und Vegetation, die er nur eingeschränkt durchdringt. Während die ausgesendeten Laserstrahlen vor allem im Winter durch Laubwälder bis an die Bodenoberfläche reichen können, zeigen dichte Nadelwälder oder mehrstöckige Regenwälder die Grenzen des ALS auf. Im Vergleich zur luftgestützten Photogrammetrie, in der die Trägersysteme von kleinen Ballonen bis zu geostationären Satelliten reichen können, werden Airborne-Laserscanning-Systeme auf Drohnen, Helikoptern und Flugzeugen angebracht. Die minimale und maximale Flughöhe ist aufgrund der Sicherheit für Personen am Boden, vor allem der möglichen gesundheitsschädigenden Wirkung für die Augen, und aufgrund der Energie des Lasers sowie der Leistung des Sensors eingeschränkt. Diese kann innerhalb von 20 bis 6000 m liegen, meistens allerdings zwischen 200 und 1000 m.

## Fehlerquellen
Die vertikale und horizontale Genauigkeit der durch ALS gewonnenen Höhendaten beträgt 0,05 bis 0,2 m bzw. 0,2 bis 1 m. Ursachen für Fehler lassen sich in der Kalibrierung von GPS, INS und Scannerdaten finden. An stark geneigten Oberflächen können Positionsfehler auch zu falschen Angaben der Höhe führen. Eine weitere häufige Fehlerquelle ist die mehrfache Reflexion des Laserstrahls, beispielsweise, wenn der Laser nach der Reflexion auf der Bodenoberfläche nochmals von einem Objekt abgelenkt wird, bevor er beim Sensor eintrifft. Die Genauigkeit der Messwerte kann außerdem durch Fehler in der Datenverarbeitung beeinflusst werden, wie etwa bei der Transformation in ein anderes Koordinatensystem.

## Anwendungsgebiete
Der technische Fortschritt der vergangenen Jahre hat „small-footprint full-waveform laserscanning“ (FWF), also Laserscanner, aus denen sich zusätzliche Parameter wie Signalamplitude und Echobreite ableiten lassen, leichter zugänglich und anwendbar gemacht. Dadurch wird diese Technik des Airborne Laserscanning (ALS) seitdem auch in vielen verschiedenen Anwendungsgebieten eingesetzt. Dabei werden unabhängig vom Anwendungsgebiet die Zielobjekte entsprechend ihren Charakteristika (Signalamplitude, Höhe etc.) klassifiziert, sodass sich diese innerhalb kurzer Zeit über große Gebiete definieren und analysieren lassen.

### Vegetationsgeographische Analysen
Seit 2004 werden FWF-ALS-Systeme in den Forstwissenschaften angewendet, um Vegetation zu quantifizieren und dadurch deren dynamischen Wandel zu modellieren. Wichtig für ein nachhaltiges Forstmanagement sind die spezifischen Informationen einzelner Bäume, die durch diese Methode flächendeckend gewonnen werden und mit deren Hilfe man vor allem die Beziehung zwischen Vegetation und Klima untersuchen, aber auch wissenschaftliche Erkenntnisse zu einzelnen Baumarten gewinnen kann. Durch die vergleichsweise leichte und schnelle Datenaufnahme und -verarbeitung kann durch die Anwendung von FWF ALS auch Biomasse und deren Veränderung evaluiert und großflächig ausgewertet werden. Gebiete können nach deren dominierender Pflanzenart eingeteilt werden, was wiederum Informationen über Sukzession, Mikrohabitate, Zustand und Funktionsweise von Ökosystemen liefert. Daher ist diese Methode mittlerweile auch ein wichtiger Bestandteil im Monitoring von Naturschutz-Projekten.

### Analysen von Gebäudeoberflächen
Mithilfe von ALS-Daten können Gebäude automatisch extrahiert werden. Dabei werden zunächst Gebäude klassifiziert und anschließend gegebenenfalls die Geometrie von Gebäuden rekonstruiert. Dabei gilt je größer ein Gebäude, desto zuverlässiger und hochauflösender kann dessen Geometrie aus den Daten abgeleitet werden.  Die gewonnenen Informationen werden auch in der Stadtforschung eingesetzt. Da die Methode einen raschen und unkomplizierten Einsatz ermöglicht, wird sie zum schnellen Kartieren und zur Schadensbewertung nach Naturkatastrophen angewendet.

### Analysen von Solarpotentialen

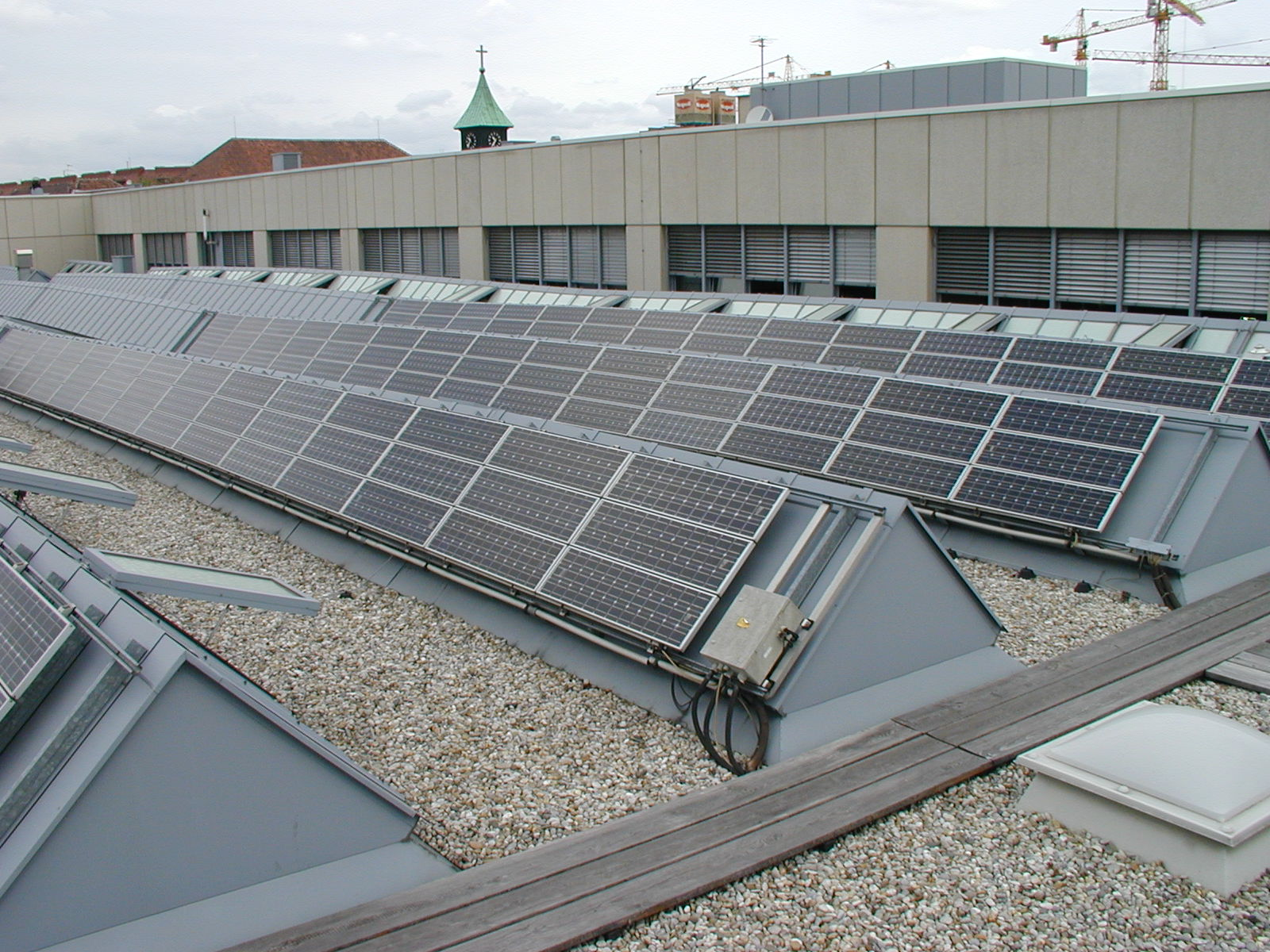
Photovoltaikanlage auf dem Dach einer Wiener Schule.

In den letzten Jahren hat es einen immer größer werdenden Bedarf für kostengünstige Gewinnung von nachhaltiger Energie für Privathaushalte gegeben. Mithilfe von Airborne Laserscanning kann das Solarpotenzial von Dächern bestimmt werden. Die Dachoberflächen werden dabei von Vegetation und anderen Gebäudeoberflächen extrahiert. Anschließend können die extrahierten Dachoberflächen hinsichtlich ihrer Ausrichtung und Neigung analysiert werden, sodass geeignete Bereiche für Photovoltaikanlagen festgestellt werden können, um diese möglichst effektiv einsetzen zu können.

### Analysen in der Wasserwirtschaft
Im Bereich der Wasserwirtschaft und Hydrologie wird ALS primär für die Erstellung spezifischer Basisdaten verwendet, die eine wesentliche Verbesserung der hydrologischen Produkte ermöglichen. Dies reicht von Wasserlauf-Geländemodellen, Gefahrenzonenplanung, Ausweisung von Überschwemmungsgebieten, bis hin zu diversen wasserbiologischen Fragestellungen. Im Vergleich zu Abflussmodellierungen, die nicht auf ALS-gestützten Daten basieren, kann durch ALS-Daten eine größere Genauigkeit erreicht werden. Allerdings ist immer auf die Aktualität und stattgefundene Geländeveränderungen (z. B. Hochwasserschutzmaßnahmen, Schüttungen etc.) zu achten. Bei der Vermessung von ganzen Fließgewässern hat ALS die traditionellen Messmethoden, wie terrestrische oder photogrammetrische Techniken, weitgehend abgelöst. Die Vorteile liegen im hohen Grad der Automatisierung von großflächigen Aufnahmen, einer einheitlichen Punktdichte von mehreren Punkten pro Quadratmeter und Höheninformationen von ungefähr 10 cm Genauigkeit. Durch diese Verbesserungen können detailhafte Geländestrukturen weitgehend automatisch und präzise erfasst werden. Im Rahmen eines INTERREG Projektes kam es 2015 zur hochaufgelösten Neuvermessung des Bodensees, das weltweit zum ersten Mal in dieser Genauigkeit für ein größeres Binnengewässer durchgeführt wurde. Die gewonnenen Produkte dienen neben der Wasserwirtschaft, auch der Archäologie, Schifffahrt und Freizeitnutzung für weitere Analysen.

### Analysen von geomorphologischen Fragestellungen
Vor allem durch die Entwicklung von FWF kam es in den Umweltwissenschaften zu einer deutlichen Zunahme der Publikationen, die sich auf hochaufgelöste und vielseitig eingesetzte ALS-Daten stützen. ALS-Daten werden dabei in unterschiedlichen Skalen und Verarbeitungsgraden von wenigen Punkten, bis zu kompletten Digitalen Geländemodellen eingesetzt. Sie kommen in unterschiedlichem Intensitätsgrad der Einbindung vor, wobei sich die Möglichkeiten von einfachen Visualisierungen und visuellen Interpretationen, bis hin zur Integrierung in verschiedene Prozess-Modellierungen (z. B.: Massenbewegungen, Hydrologie etc.) und automatischen Klassifizierungs- und Kartierungsprozessen erstrecken. Zunächst wurde ALS vor allem für die Kartierung und damit Klassifikation und Abgrenzung von diversen landschaftlichen Formen und Prozessen verwendet. Die genaueren und detaillierteren Techniken und resultierenden Produkte ermöglichen es, räumliche und zeitliche Veränderungen vorwiegend über die Höhendifferenzen in verschiedensten Subbereichen der Geomorphologie zu beobachten.
- Gletscher und Eismassen: Eine relativ einfache Anwendung stellt die Kartierung von Eisflächen und somit visuellen Interpretationen zur Eisflächen-Ausweitung oder -Verkleinerung dar. Durch den Vergleich von multitemporalen Digitalen Geländemodellen können einerseits Veränderungen des Volumens für Eis- und Schneemassen eruiert werden, aber auch andererseits zur Validierung und Unterstützung von anderen bzw. herkömmlichen Massenbilanzberechnungen verwendet werden.[28][29]

- Küsten und Meeresspiegel: In Anbetracht des Klimawandels sind Beobachtungen zur Küstenveränderung und des Meeresspiegelanstiegs in den Fokus der Forschung gerückt. Hochaufgelöste ALS-Daten erlauben es, das Zusammentreffen und die wechselseitige Beeinflussung von geomorphologischen Prozessen an der Küste genauer zu analysieren.[30] Die Höhe der Meeresoberfläche kann neben dem Heranziehen von Pegelmessungen und regionalen Geoiden auch mit ALS-Daten erfolgen. Diese gewonnenen Informationen können auf regionaler Ebene helfen den Einfluss der Gezeiten und Prozesse an der Küste zu verstehen und mit dem Meeresspiegelanstieg in Verbindung zu bringen.[31]

- Erosionsprozesse: Durch die Verwendung von multitemporalen ALS-Daten kann in einem Gebiet die Sedimentdynamik, die sich in Form von Akkumulation und Erosion äußert, festgehalten werden. So können beispielsweise Erosionsraten von Gullies, wie sie im Mittelmeerraum oft vorkommen, berechnet und für die Zukunft abgeschätzt werden.[32] Aber auch Dolinen und diverse Senkungen des Untergrundes können durch ALS-Daten besser als mit Photogrammetrie detektiert werden, da mehr Geländepunkte durch die gesamte Punktwolke erkennbar sind und somit die Vegetation durch Filterung herausgerechnet werden kann.[33][34]

- Modellierung – Risikoforschung: ALS Daten gehen in diverse Modellierungen ein, da sie unter anderem wesentliche Informationen zur zeitlichen Entwicklung eines Gebietes enthalten. Vor allem in der Rekonstruktion, Prognose und Risikoeinschätzung von Felsstürzen und Hangrutschungen bilden ALS Daten und deren Analysen eine wichtige Basis.[35][36] Geotechnische Messungen vor Ort und Vulnerabilitätsanalysen der gefährdeten Objekte können Untersuchungen erweitern.[37]

- Flussmorphologie: Im Bereich der Flussmorphologie können ALS-Daten Informationen zur Vegetation von Flusslandschaften, den Wasserstand und die Grenze zwischen Land- und Wasserflächen, Änderungen des Uferbereiches und die Rauigkeit darstellen. Die verschiedenen Bänder zur spezifischen Wellenlänge ermöglichen eine exaktere Unterscheidung von Vegetations-, Wasser- und Trockenflächen.[38][39] Für die detaillierte Untersuchung von einzelnen Flussabschnitten werden vermehrt Terrestrisches Laserscanning eingesetzt, da sie eine noch höhere Genauigkeit erreichen können.[40]

### Weitere Anwendungsgebiete
ALS-Daten können auf vielseitige Weise eingesetzt werden. Sie werden auch zur Herstellung von diversen Karten- und Navigationsdienstleistungen verwendet, aber auch in den Bereichen Archäologie, Raumplanung, Siedlungswesen, Geologie, Forst- und Landwirtschaft und in vielen weiteren Disziplinen werden ALS-Daten sowohl als originale Punktwolken, abgeleitete Produkte (wie z. B. digitale Geländemodelle) oder als Eingangsvariablen in Modellberechnungen zur Abschätzung von diversen Prozessen eingesetzt.